# Pileolaria annectans
Pileolaria annectans är en ringmaskart som beskrevs av Knight-Jones 1974. Pileolaria annectans ingår i släktet Pileolaria och familjen Serpulidae. Inga underarter finns listade i Catalogue of Life.